# Фиалковые
Фиа́лковые (лат. Violáceae) — семейство двудольных растений порядка Мальпигиецветные.

## Описание
Представители семейства — в большинстве случаев (виды Viola, Hybanthus) однолетние или многолетние травы, редко полукустарники (виды Viola), прямостоячие или лазящие (лианы) кустарники (Anchietea, Agation, Calyptrion), реже кустарники и небольшие деревца (Paypayrola, Rinorea, Leonia, Hymenanthera и др.). В редких случаях листья у фиалковых являются прикорневыми (у некоторых Viola, так как стебель не развит), в большинстве же случаев стебель несёт попеременные или редко (у Hybanthus) супротивные листья, снабжённые прилистниками. Листья бывают либо простыми, либо перисто-рассечёнными.
Цветки — одиночные, в пазухе листьев, а у некоторых видов собраны в пазушные или конечные колосистые, метельчатые или кистевидные соцветия; цветы большей частью обоеполые, изредка однополые. У некоторых видов (Viola, Jonidium) цветки двоякой формы: обыкновенные, открытые, и клейстогамные, закрытые. Открытые цветки обыкновенно зигоморфные, иногда почти правильные (у Paypayrola; Amphirroe, Rinorea и др.); формула цветка К5, С5, А5, G(3), редко плодолистиков бывает 2 (у Hymenanthera) или 4—5 (у Melicytus). Чашечка почти всегда свободнолистная, остающаяся, у Viola снабжённая снизу особыми придатками, направленными вниз. Венчик большей частью свободнолепестный, иногда (у Paypayrola и др.) у основания сросшийся, трубчатый; в зигоморфных цветках передний, более крупный лепесток снабжён шпорцем (у Viola) или выпуклиною (у Jonidium). Тычинки свободные, редко сросшиеся (у Paypayrola, Gloeospermum); нити у них очень короткие, связник большей частью расширяется над пыльниками в чешуйчатый придаток; две передних тычинки несут мешётчатые нектарники, заходящие в шпорец (у Viola). Пестик с одногнёздой, верхней, многосемянной завязью, с коротким, иногда изогнутым в виде буквы s столбиком и с простым, реже — трёхлопастным рыльцем. Плод — многосемянная коробочка, вскрывающаяся створками (по числу плодолистиков); семена с мясистым белком и центральным, прямым зародышем.

## Распространение
Всех видов фиалковых насчитывается около 800 (25 родов, наиболее богатый род Viola, от 525 до 600 видов); травянистые виды растут в умеренном климате, кустарники и полукустарники под тропиками. В России чаще всего встречается род Viola.

## Таксономия
Семейство подразделяется на три подсемейства — Violeae, Rinoreeae и Paypayroleae — и включает 28 родов.
- Acentra Phil.
- Afrohybanthus Flicker
- Agatea A.Gray — Агатея
- Allexis Pierre — Аллексис
- Amphirrhox Spreng.
- Anchietea A.St.-Hil. — Анхиетея
- Calyptrion Ging.
- Cubelium Raf. ex Britton & A.Br.
- Decorsella A.Chev. — Декорселла
- Fusispermum Cuatrec. — Фузиспермум
- Gloeospermum Triana & Planch. — Глеоспермум
- Hekkingia H.E.Ballard & Munzinger
- Hybanthopsis Paula-Souza
- Hybanthus Jacq. — Гибантус
- Isodendrion A.Gray
- Ixchelia H.E.Ballard & Wahlert
- Leonia Ruiz & Pav. — Леония
- Mayanaea Lundell
- Melicytus J.R.Forst. & G.Forst. — Мелицитус
- Noisettia Kunth — Нуазеттия
- Orthion Standl. & Steyerm.
- Paypayrola Aubl.
- Pigea DC.
- Pombalia Vand.
- Rinorea Aubl. — Ринорея
- Rinoreocarpus Ducke
- Schweiggeria Spreng.
- Viola L. — Фиалка